# Corynoneura pumila
Corynoneura pumila är en tvåvingeart som beskrevs av Wulp 1874. Corynoneura pumila ingår i släktet Corynoneura och familjen fjädermyggor.
Artens utbredningsområde är Nederländerna. Inga underarter finns listade i Catalogue of Life.